# Szent Mihály és Gábriel arkangyalok fatemplom (Nagypapmező)
A nagypapmezői Szent Mihály és Gábriel arkangyalok fatemplom műemlékké nyilvánított épület Romániában, Bihar megyében. A romániai műemlékek jegyzékében a  BH-II-m-A-01127 sorszámon szerepel.